# Andropogon glaucophyllus
Andropogon glaucophyllus är en gräsart som beskrevs av Roseng., B.R.Arrill. och Primavera Izaguirre de Artucio. Andropogon glaucophyllus ingår i släktet Andropogon och familjen gräs.
Artens utbredningsområde är Uruguay. Inga underarter finns listade i Catalogue of Life.